# Culex silvai
Culex silvai är en tvåvingeart som beskrevs av Duret 1968. Culex silvai ingår i släktet Culex och familjen stickmyggor. Inga underarter finns listade i Catalogue of Life.